# Eliminatórias da Copa do Mundo FIFA de 2010 - Europa (Grupo 4)
O Grupo 4 das eliminatórias da Europa para a Copa do Mundo FIFA de 2010 foi formado por Alemanha, Rússia, Finlândia, País de Gales, Azerbaijão e Liechtenstein.
A tabela de jogos foi determinada no dia 10 de Janeiro de 2008, numa reunião realizada em Frankfurt, na Alemanha.

## Classificação
| Pos | Equipe        | Pts | J  | V | E | D | GP | GC | SG  | Classificado                              |  | GER | RUS | FIN | WAL | AZE | LIE |
| --- | ------------- | --- | -- | - | - | - | -- | -- | --- | ----------------------------------------- |  | --- | --- | --- | --- | --- | --- |
| 1   | Alemanha      | 26  | 10 | 8 | 2 | 0 | 26 | 5  | +21 | qualificadas para a Copa do Mundo de 2010 |  | —   | 2–1 | 1–1 | 1–0 | 4–0 | 4–0 |
| 2   | Rússia        | 22  | 10 | 7 | 1 | 2 | 19 | 6  | +13 | qualificadas para a segunda fase          |  | 0–1 | —   | 3–0 | 2–1 | 2–0 | 3–0 |
| 3   | Finlândia     | 18  | 10 | 5 | 3 | 2 | 14 | 14 | 0   | Eliminado                                 |  | 3–3 | 0–3 | —   | 2–1 | 1–0 | 2–1 |
| 4   | País de Gales | 12  | 10 | 4 | 0 | 6 | 9  | 12 | −3  | Eliminado                                 |  | 0–2 | 1–3 | 0–2 | —   | 1–0 | 2–0 |
| 5   | Azerbaijão    | 5   | 10 | 1 | 2 | 7 | 4  | 14 | −10 | Eliminado                                 |  | 0–2 | 1–1 | 1–2 | 0–1 | —   | 0–0 |
| 6   | Liechtenstein | 2   | 10 | 0 | 2 | 8 | 2  | 23 | −21 | Eliminado                                 |  | 0–6 | 0–1 | 1–1 | 0–2 | 0–2 | —   |

## Resultados
| 6 de setembro de 2008 | País de Gales | 1 – 0     | Azerbaijão | Millennium Stadium, Cardiff                     |
| 15:00 (UTC+1)         | Vokes 83'     | Relatório |            | Público: 17,106 Árbitro: MKD Aleksandar Stavrev |

| 6 de setembro de 2008 | Liechtenstein | 0 – 6     | Alemanha                                                                                | Rheinpark Stadion, Vaduz                 |
| 20:40 (UTC+2)         |               | Relatório | Podolski 21', 48' · Rolfes 64' · Schweinsteiger 65' · Hitzlsperger 75' · Westermann 86' | Público: 6,021 Árbitro: POR Duarte Gomes |

| 10 de setembro de 2008 19:00 (UTC+4) | Rússia                                  | 2 – 1     | País de Gales | Estádio Lokomotiv, Moscou                  |
|                                      | Pavlyuchenko 22' (pen) · Pogrebnyak 81' | Relatório | Ledley 67'    | Público: 28,000 Árbitro: SVN Damir Skomina |

| 10 de setembro de 2008 20:35 (UTC+3) | Finlândia                                 | 3 – 3     | Alemanha            | Estádio Olímpico, Helsinque                |
|                                      | Johasson 33' · Vayrynen 43' · Sjölund 53' | Relatório | Klose 38', 45', 83' | Público: 37,150 Árbitro: HUN Viktor Kassai |

| 10 de setembro de 2008 21:00 (UTC+5) | Azerbaijão | 0 – 0     | Liechtenstein | Estádio Tofik Bakhramov, Bacu                 |
|                                      |            | Relatório |               | Público: 25,000 Árbitro: BUL Tsvetan Georgiev |

| 11 de outubro de 2008 17:00 (UTC+3) | Finlândia          | 1 – 0     | Azerbaijão | Estádio Olímpico, Helsinque                 |
|                                     | Forssell 61' (pen) | Relatório |            | Público: 22,124 Árbitro: SCO William Collum |

| 11 de outubro de 2008 17:30 (UTC+1) | País de Gales                  | 2 – 0     | Liechtenstein | Millennium Stadium, Cardiff                   |
|                                     | Edwards 42' · Frick 80' (g.c.) | Relatório |               | Público: 13,356 Árbitro: DEN Thomas Vejlgaard |

| 11 de outubro de 2008 20:45 (UTC+2) | Alemanha                  | 2 – 1     | Rússia       | Signal Iduna Park, Dortmund                   |
|                                     | Podolski 9' · Ballack 28' | Relatório | Arshavin 51' | Público: 65,607 Árbitro: SWE Peter Fröjdfeldt |

| 15 de outubro de 2008 19:00 (UTC+4) | Rússia                                               | 3 – 0     | Finlândia | Estádio Lokomotiv, Moscou                   |
|                                     | Pasanen 23' (g.c.) · Lampi 65' (g.c.) · Arshavin 88' | Relatório |           | Público: 28,000 Árbitro: GRE Kyros Vassaras |

| 15 de outubro de 2008 20:45 (UTC+2) | Alemanha       | 1 – 0     | País de Gales | Borussia-Park, Mönchengladbach               |
|                                     | Trochowski 72' | Relatório |               | Público: 44,500 Árbitro: FRA Laurent Duhamel |

| 28 de março de 2009 15:00 (UTC+0) | País de Gales | 0 – 2     | Finlândia                  | Millennium Stadium, Cardiff                             |
|                                   |               | Relatório | Johansson 43' · Kuqi 90+1' | Público: 22,604 Árbitro: ESP Eduardo Iturralde González |

| 28 de março de 2009 17:00 (UTC+3) | Rússia                          | 2 – 0     | Azerbaijão | Estádio Lujniki, Moscou                     |
|                                   | Pavlyuchenko 32' · Zyryanov 71' | Relatório |            | Público: 62,000 Árbitro: BEL Serge Gumienny |

| 28 de março de 2009 20:00 (UTC+1) | Alemanha                                                   | 4 – 0     | Liechtenstein | Zentralstadion, Leipzig                     |
|                                   | Ballack 4' · Jansen 8' · Schweinsteiger 47' · Podolski 50' | Relatório |               | Público: 43,368 Árbitro: UKR Igor Ishchenko |

| 1 de abril de 2009 19:30 (UTC+2) | Liechtenstein | 0 – 1     | Rússia       | Rheinpark Stadion, Vaduz                 |
|                                  |               | Relatório | Zyryanov 38' | Público: 5,679 Árbitro: IRL David McKeon |

| 1 de abril de 2009 19:45 (UTC+1) | País de Gales | 0 – 2     | Alemanha                          | Millennium Stadium, Cardiff              |
|                                  |               | Relatório | Ballack 11' · Williams 48' (g.c.) | Público: 26,064 Árbitro: NOR Terje Hauge |

| 6 de junho de 2009 19:00 (UTC+3) | Finlândia                    | 2 – 1     | Liechtenstein | Estádio Olímpico, Helsinque                |
|                                  | Forssell 33' · Johansson 71' | Relatório | Frick 13'     | Público: 20,319 Árbitro: CZE Libor Kovarik |

| 6 de junho de 2009 20:00 (UTC+5) | Azerbaijão | 0 – 1     | País de Gales | Estádio Tofik Bakhramov, Bacu                     |
|                                  |            | Relatório | Edwards 42'   | Público: 25,000 Árbitro: SWE Markus Strombergsson |

| 10 de junho de 2009 20:30 (UTC+3) | Finlândia | 0 – 3     | Rússia                           | Estádio Olímpico, Helsinque                |
|                                   |           | Relatório | Kerjakov 27', 53' · Zyryanov 71' | Público: 37,028 Árbitro: AUT Konrad Plautz |

| 12 de agosto de 2009 21:00 (UTC+5) | Azerbaijão | 0 – 2     | Alemanha                       | Estádio Tofik Bakhramov, Bacu           |
|                                    |            | Relatório | Schweinsteiger 11' · Klose 53' | Público: 22,500 Árbitro: IRL Alan Kelly |

| 5 de setembro de 2009 19:00 (UTC+4) | Rússia                                                | 3 – 0     | Liechtenstein | Estádio Petrovsky, São Petersburgo               |
|                                     | V. Berezutski 17' · Pavlyuchenko 40' (pen), 45' (pen) | Relatório |               | Público: 21,000 Árbitro: ROU Augustus Constantin |

| 5 de setembro de 2009 20:00 (UTC+5) | Azerbaijão   | 1 – 2     | Finlândia                   | Lankaran City Stadium, Lankaran               |
|                                     | Mammadov 49' | Relatório | Tihinen 74' · Johansson 85' | Público: 12,000 Árbitro: CYP Stelios Trifonos |

| 9 de setembro de 2009 19:30 (UTC+2) | Liechtenstein | 1 – 1     | Finlândia    | Rheinpark Stadion, Vaduz               |
|                                     | Polverino 75' | Relatório | Litmanen 74' | Público: 3,132 Árbitro: BIH Novo Panic |

| 9 de setembro de 2009 19:45 (UTC+1) | País de Gales | 1 – 3     | Rússia                                             | Millennium Stadium, Cardiff              |
|                                     | Collins 53'   | Relatório | Semshov 36' · Ignashevich 71' · Pavlyuchenko 90+1' | Público: 14,505 Árbitro: POR Jorge Sousa |

| 9 de setembro de 2009 20:45 (UTC+2) | Alemanha                                          | 4 – 0     | Azerbaijão | AWD-Arena, Hanôver                            |
|                                     | Ballack 14' (pen) · Klose 55', 65' · Podolski 71' | Relatório |            | Público: 35,369 Árbitro: GRE Anastasios Kakos |

| 10 de outubro de 2009 17:00 (UTC+3) | Finlândia                   | 2 – 1     | País de Gales | Estádio Olímpico, Helsinque                |
|                                     | Porokara 5' · Moisander 77' | Relatório | Bellamy 17'   | Público: 14,000 Árbitro: SRB Milorad Mažić |

| 10 de outubro de 2009 19:00 (UTC+4) | Rússia | 0 – 1     | Alemanha  | Estádio Lujniki, Moscou                      |
|                                     |        | Relatório | Klose 35' | Público: 72,100 Árbitro: SUI Massimo Busacca |

| 10 de outubro de 2009 20:00 (UTC+2) | Liechtenstein | 0 – 2     | Azerbaijão                 | Rheinpark Stadion, Vaduz                      |
|                                     |               | Relatório | Javadov 55' · Mammadov 82' | Público: 1,635 Árbitro: MNE Pavle Radovanović |

| 14 de outubro de 2009 18:00 (UTC+2) | Alemanha     | 1 – 1     | Finlândia     | HSH Nordbank Arena, Hamburgo                 |
|                                     | Podolski 90' | Relatório | Johansson 11' | Público: 51,500 Árbitro: ENG Martin Atkinson |

| 14 de outubro de 2009 20:00 (UTC+2) | Liechtenstein | 0 – 2     | País de Gales            | Rheinpark Stadion, Vaduz                |
|                                     |               | Relatório | Vaughan 16' · Ramsey 80' | Público: 1,858 Árbitro: EST Sten Kaldma |

| 14 de outubro de 2009 21:00 (UTC+5) | Azerbaijão  | 1 – 1     | Rússia       | Estádio Tofik Bakhramov, Bacu            |
|                                     | Javadov 53' | Relatório | Arshavin 13' | Público: 17,000 Árbitro: ENG Howard Webb |

## Artilharia
| 7 golos - Miroslav Klose 6 golos - Lukas Podolski 5 golos - Jonatan Johansson - Roman Pavlyuchenko 4 golos - Michael Ballack 3 golos - Bastian Schweinsteiger - Andrei Arshavin - Konstantin Zyryanov 2 golos - Elvin Mammadov - Vagif Javadov | 2 golos (continuação) - Mikael Forssell - Alexander Kerjakov - David Edwards 1 golo - Heiko Westermann - Marcell Jansen - Piotr Trochowski - Simon Rolfes - Thomas Hitzlsperger - Daniel Sjolund - Hannu Tihinen - Jari Litmanen - Mika Vayrynen - Niklas Moisander - Roni Porokara - Shefki Kuqi - Mario Frick | 1 golo (continuação) - Michele Polverino - Aaron Ramsey - David Vaughan - Craig Bellamy - James Collins - Joseph Ledley - Samuel Vokes - Igor Semshov - Pavel Pogrebnyak - Sergei Ignashevich - Vasili Berezutski Gols contra - Mario Frick (para o País de Gales) - Petri Pasanen (para a Rússia) - Veli Lampi (para a Rússia) - Ashley Williams (para a Alemanha) |